# William Kirschbaum
William „Bill“ Thomas Kirschbaum (* 5. November 1902 in Fort Williams, Maine; † 29. April 1953 in San Mateo, Kalifornien) war ein Schwimmer aus den  Vereinigten Staaten, der eine olympische Bronzemedaille im Brustschwimmen gewann.

## Karriere
William Kirschbaum startete für den Hui Makani Swim Club in Hawaii und arbeitete als Schaffner. 
Bei den olympischen Schwimmwettbewerben 1924 in Paris erreichten mit Robert Skelton und William Kirschbaum zwei Schwimmer aus den Vereinigten Staaten das Finale über 200 Meter Brust. Im Endlauf siegte Skelton vor dem Belgier Joseph de Combe. 1,8 Sekunden nach dem Belgier erreichte Kirschbaum den dritten Platz vor dem Schweden Bengt Linders.